# 603200 Yuchichung
603200 Yuchichung è un asteroide della fascia principale. Scoperto nel 2006, presenta un'orbita caratterizzata da un semiasse maggiore pari a 2,2940080 au e da un'eccentricità di 0,1136989, inclinata di 7,18160° rispetto all'eclittica.